# Rue René-et-Isa-Lefèvre
La rue René-et-Isa-Lefèvre est une voie de communication de la commune de L'Île-Saint-Denis.

## Situation et accès
Cette rue présente la particularité de traverser l'Île-Saint-Denis d'ouest en est. Elle croise en son centre la rue Arnold-Géraux.

## Origine du nom

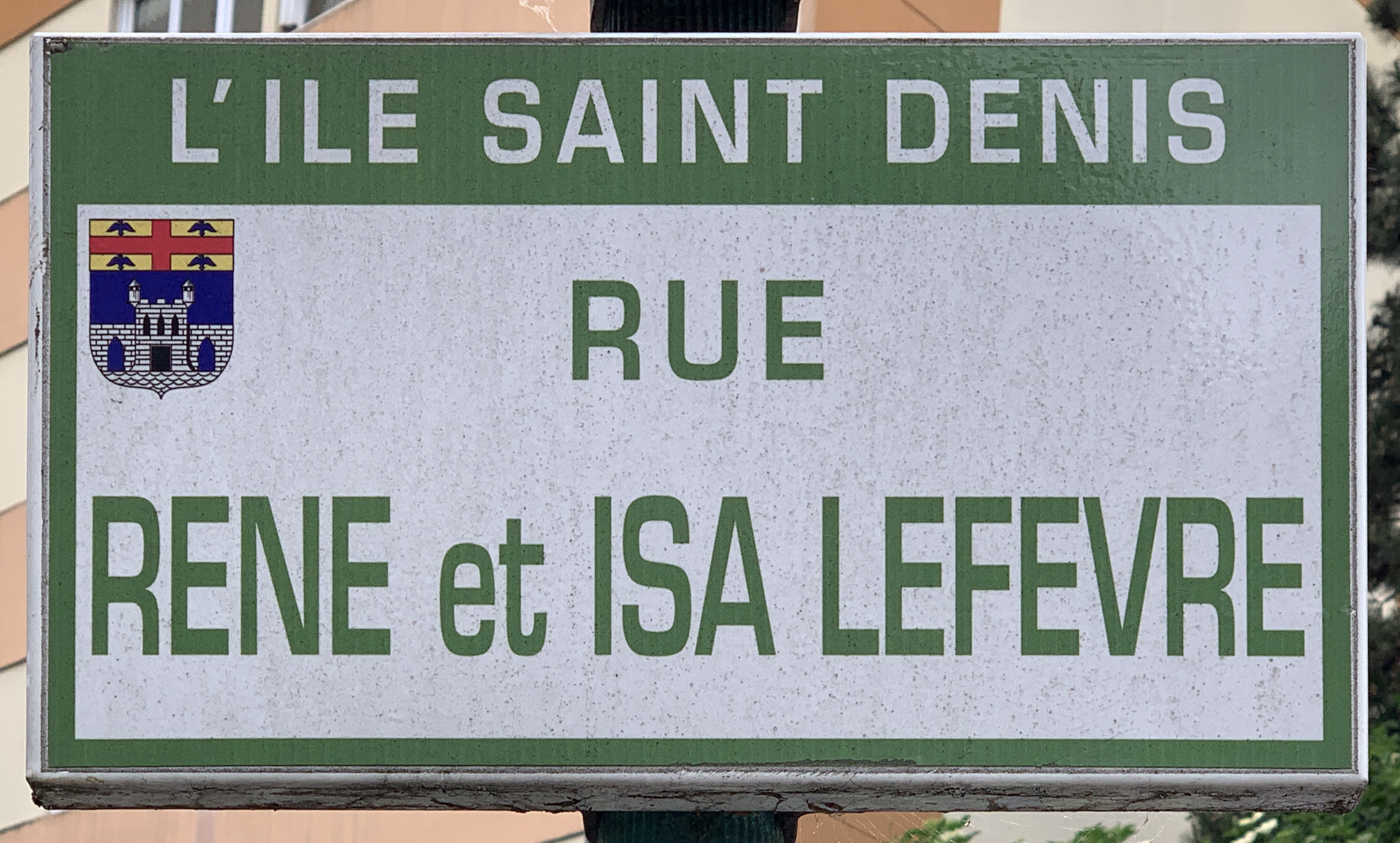
Plaque de la rue.

Elle rend hommage à René Lefèvre, fusillé en 1944, et à son épouse Isa, morte à Ravensbrück en 1945. Ils demeuraient dans cette rue.

## Historique
Ancienne « rue du Saule-Fleuri »,  qui est probablement héritée du quai éponyme elle prend sa dénomination actuelle après la Libération.
Le peintre Édouard Manet aurait à cet endroit fait des études de paysage, préliminaires à la réalisation du tableau Le Déjeuner sur l'herbe,.